# Bergische Landeszeitung

Logo

Die Bergische Landeszeitung ist eine Zeitung, die ihren Ursprung in Bergisch Gladbach hat. Sie erscheint als „Bergische Landeszeitung: unabhängige Zeitung für das Bergische Land“.

## Geschichte
Johann Heider gründete 1890 im Heider-Verlag das „Volksblatt für Bergisch Gladbach und Umgegend“. Von 1906 bis 1929 erschien es als „Bergisch Gladbacher Volkszeitung“ mit den Nebenausgaben von 1898 bis 1917 „Merheim-Dellbrücker Zeitung“, von 1906 bis ca. 1914 „Sülztaler Zeitung“, von 1924 bis 1928 „Bensberger Zeitung“ und von 1925 bis 1928 „Dellbrücker Volkszeitung“.
Im nahen Bensberg erschien seit 1867 im Verlag Haake der „Bensberg-Gladbacher Anzeiger“, der von 1907 bis 1929 als „Bensberger Volkszeitung“ im Verlag Daubenbüchel & Haake erschien. Er hatte bis 1928 die Nebenausgaben „Sülztaler Volkszeitung“ und „Aggertaler Volkszeitung“ und erschien ab 1928 in Kooperation mit dem Heider-Verlag.
1930 führte der Verlag diese Blätter mit der „Wipperfürther Volkszeitung“ des Verlags Hahnen & Co. in der „Rheinisch-Bergischen Zeitung“ zusammen. Alle Blätter standen dem Zentrum nahe. Die Zeitung wurde bis 1945 fortgeführt. Ab 1949 erschien das Blatt unter dem Titel Bergische Landeszeitung. Als Untertitel blieb „Heidersche Zeitung“ erhalten.
1952 wurde sie vom Heinen-Verlag als Kopfblatt der Kölnischen Rundschau übernommen.
Am 10. Oktober 2019 feierte die Bergische Landeszeitung zusammen mit dem Kölner Stadt-Anzeiger das 70-jährige Bestehen.